# 482 v. Chr.
Portal Geschichte | Portal Biografien | Aktuelle Ereignisse | Jahreskalender | Tagesartikel

◄ |
6. Jahrhundert v. Chr. |
5. Jahrhundert v. Chr. |
4. Jahrhundert v. Chr. |
►

◄ | 500er v. Chr. | 490er v. Chr. | 480er v. Chr. | 470er v. Chr. |
460er v. Chr. |
►

◄◄ | ◄ | 485 v. Chr. | 484 v. Chr. | 483 v. Chr. | 482 v. Chr. |
481 v. Chr. |
480 v. Chr. |
479 v. Chr. |
► |
►►

## Ereignisse

### Europa
Quintus Fabius Vibulanus aus dem Patriziergeschlecht der Fabier wird zum zweiten Mal Konsul der Römischen Republik.

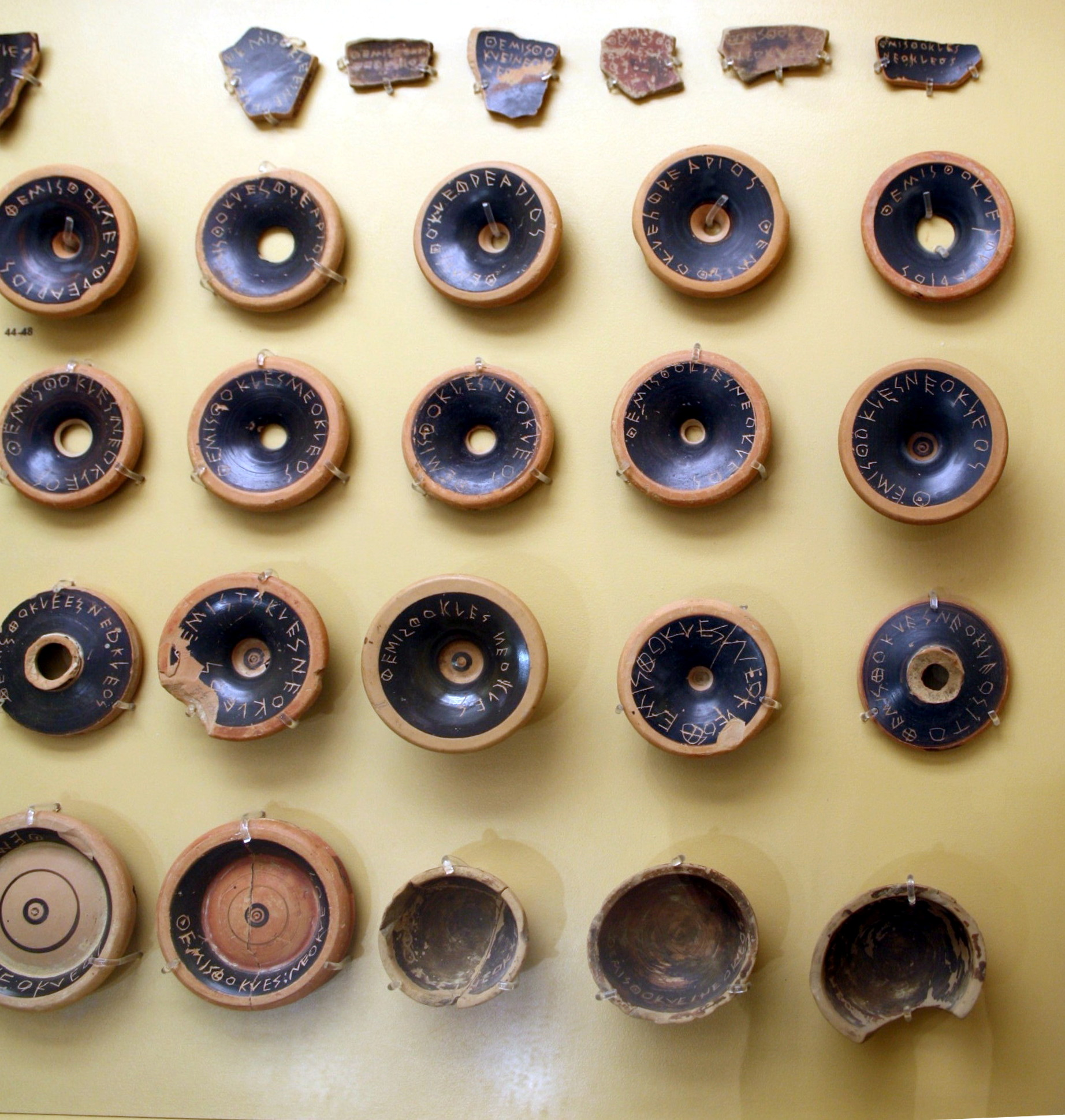
Das Scherbengericht zwischen Aristeides und Themistokles 482 v. Chr.

Nach einer Entscheidung durch das Scherbengericht zwischen Aristeides von Athen und Themistokles über die Flottenpläne des letzteren, wird Aristeides aus Athen verbannt.

### Kaiserreich China
In der Zeit der Frühlings- und Herbstannalen besiegt König Goujian von Yue den Nachbarstaat Wu und erobert die Hauptstadt König Fuchais, der sich zu diesem Zeitpunkt auf einem diplomatischen Treffen mit anderen chinesischen Herrschern in Huangchi befindet, um dort als Hegemon anerkannt zu werden.